# Stefan Brykczyński
Stefan Brykczyński (ur. w 1847 w Ossie, zm. 27 maja 1934 w Krakowie) – literat, technolog, powstaniec styczniowy, Sybirak, działacz oświatowy i  narodowy.

## Życiorys
Jego ojciec, Stanisław, był ziemianinem. Jego matką była hr. Wanda Zamoyska. Miał braci: Antoniego i Stanisława. Kształcił się początkowo w Instytucie Szlacheckim w Warszawie. W 1861 r., ze względu na demonstrowanie patriotyzmu, został usunięty ze szkoły i przeniósł się do Liceum w Lublinie.
Jako uczeń walczył w powstaniu styczniowym. W maju 1863 r. wstąpił do oddziału Pawła Parady, a następnie Jana Żalplachty Zapałowicza. Służył w kompanii ptaszników. 
Walczył pod Turkowicami, Tuczapami. Ranny w bitwie pod Mołożowem. Przedostał się do Lwowa. Został adiutantem Kajetana Cieszkowskiego. Walczył następnie pod Kowalą, Wirem i Puławami. Ponownie ranny, został zwolniony z oddziału i rozpoczął naukę w Kielcach. Po powstaniu ukończył Gimnazjum Lubelskie. Jego bracia, Stanisław, Antoni i Józef Brykczyńscy, również brali udział w powstaniu.
Za swą działalność został skazany na zesłanie na Sybir. Ułaskawiony za uratowanie życia żołnierzowi rosyjskiemu, studiował na Wydziale Matematyczno-Fizycznym Szkoły Głównej w Warszawie. Działał w Warszawie w organizacjach robotników chrześcijańskich w charakterze prelegenta oświatowego; wygłosił około stu pogadanek. W Petersburgu ukończył studia w Instytucie Technologicznym. Ze względu na zakaz pobytu w Królestwie pracował na Podolu jako dyrektor cukrowni. Po wojnie rosyjsko-japońskiej osiedlił się w Warszawie, gdzie działał jako prelegent w organizacjach oświatowych. Zmuszony do wyjazdu z kraju, udał się do Galicji i pracował tam w rolnictwie.
Ogłosił drukiem kilka broszurek: "O cholerze" (1906), "O korzyściach z nauki czytania dobrych książek" (1911). Uwieńczeniem jego pracy literackiej było ogłoszone drukiem w 1908 roku "Moje wspomnienia z 1863 roku", które doczekały się czterech wydań.
Po odzyskaniu przez Polskę niepodległości (1918) w okresie II Rzeczypospolitej został awansowany do stopnia podporucznika weterana Wojska Polskiego. W 1923 r. otrzymał Krzyż Walecznych, a w 1930 r. Krzyż Niepodległości z Mieczami.
Ostatni okres życia spędził w Przytulisku Weteranów 1863 r. w Krakowie. Zmarł 27 maja 1934 r. w Krakowie i spoczął w grobowcu weteranów powstań na cmentarzu Rakowickim w Krakowie.

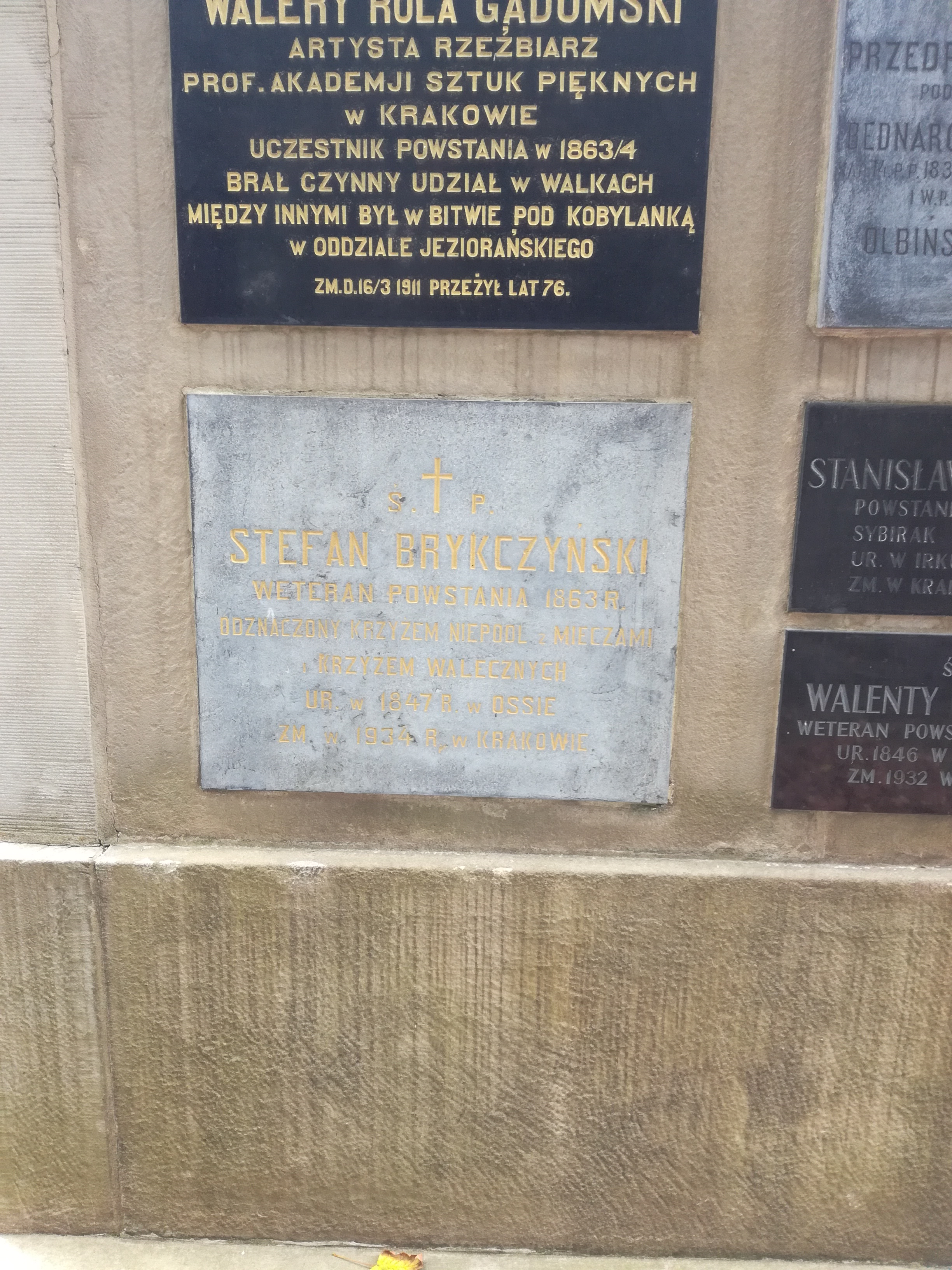
Tablica nagrobna Stefana Brykczyńskiego

## Upamiętnienie
Na kaplicy w Ossie tablica ku czci powstańców z 1863 r., Stanisława, Antoniego, Stefana i Józefa Brykczyńskich. Jeden z bohaterów filmu Rok 1863 (film 2012).

## Literatura dodatkowa
- Justyn Sokulski: Brykczyński Stefan. W: Polski Słownik Biograficzny. T. 3: Brożek Jan – Chwalczewski Franciszek. Kraków: Polska Akademia Umiejętności – Skład Główny w Księgarniach Gebethnera i Wolffa, 1937, s. 29. Reprint: Zakład Narodowy im. Ossolińskich, Kraków 1989, ISBN 83-04-03291-0